# کریستوف لومتر
کریستوف لومتر (انگلیسی: Christophe Lemaitre؛ زادهٔ ۱۱ ژوئن ۱۹۹۰) یک دونده اهل فرانسه است. از افتخارات وی میتوان به کسب مدال برنز ۴×۱۰۰ متر امدادی بازی‌های المپیک تابستانی ۲۰۱۲ اشاره کرد.

## نگارخانه

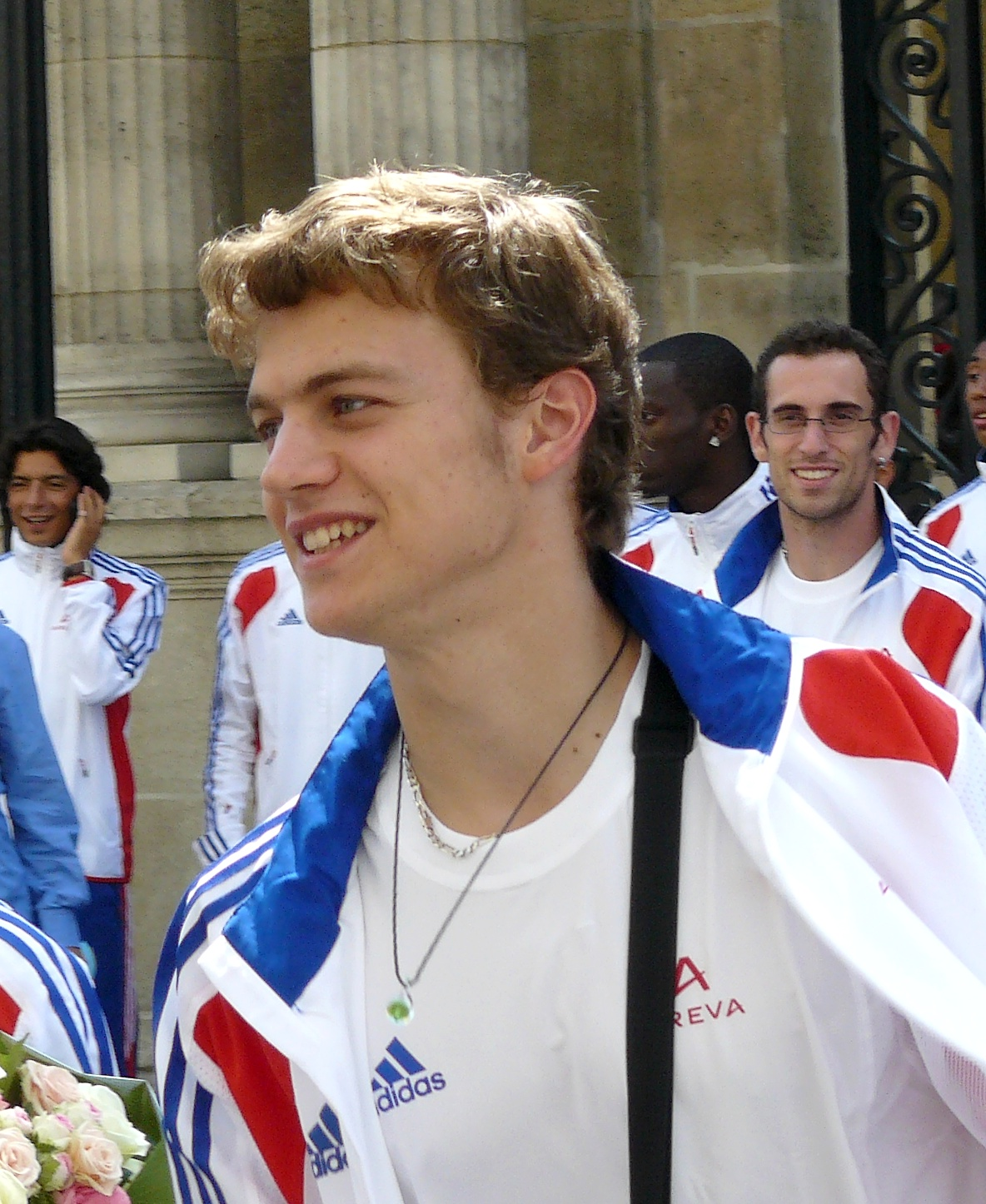
۲۰۱۰
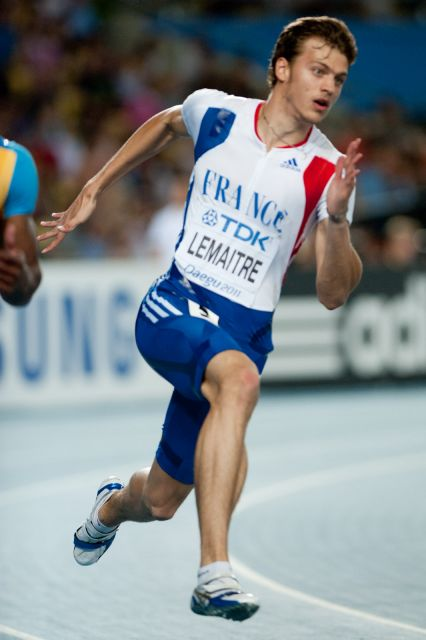
۲۰۱۱